# 바바리안 (레슬링 선수)

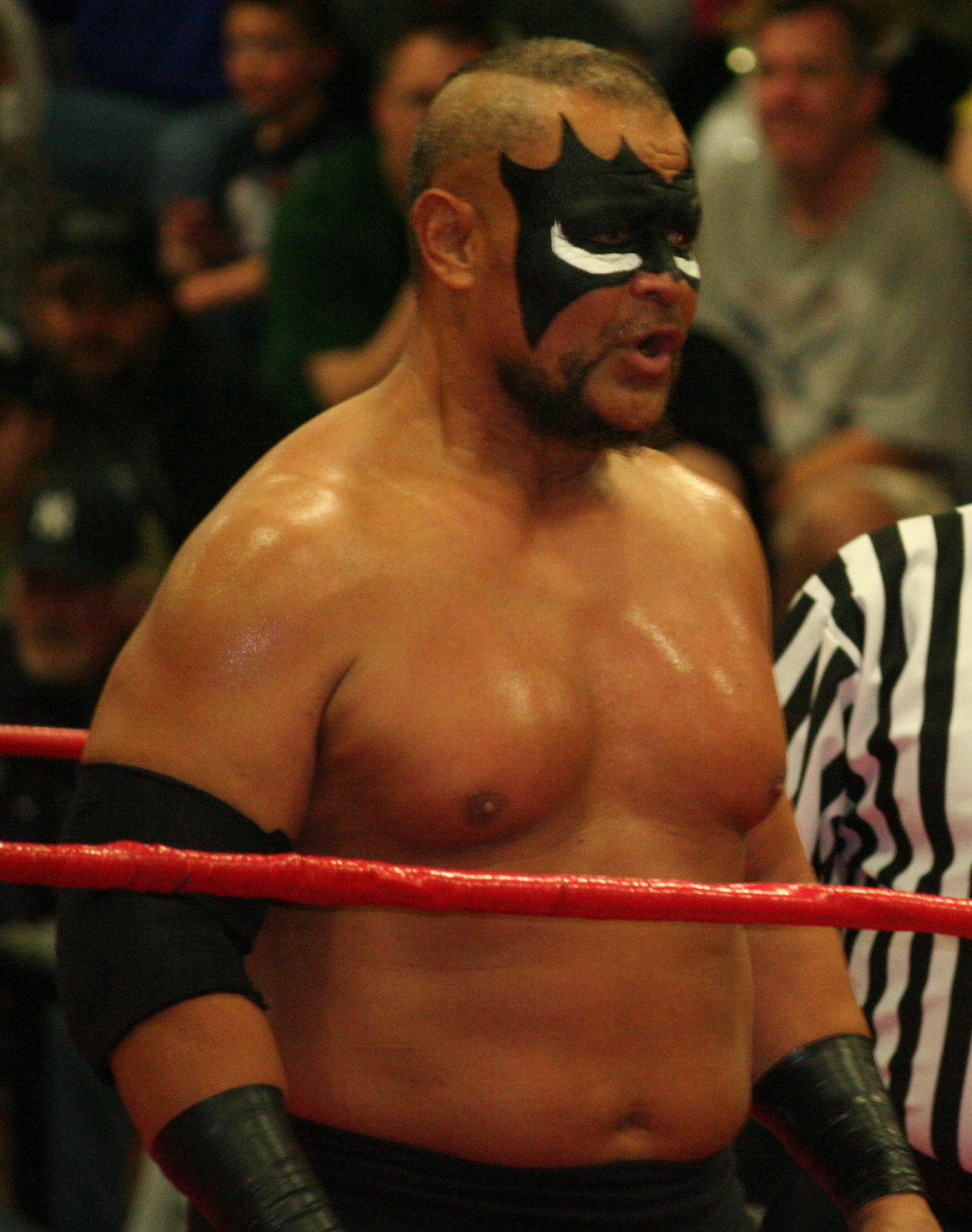
바바리안 (2012년).

시온 하비 바일라히(Sione Havea Vailahi)는 1958년 9월 6일 통가의 프로레슬링선수다. 키는 187cm 몸무게는 137kg이다. WWF에서는 더 바바리안(The Barbarian)이라고 부른다. 피니쉬는 킥 오브 피어(런닝 빅 붓), 다이빙 헤드벗으로 사용을 한다.